# 钦定宪法大纲
《钦定宪法大纲》是清朝政府于1908年8月27日颁布的一部法律文件，确立了君主立宪制政体，确认了国民的一些基本权利，同时对君权进行了一些限制。《钦定宪法大纲》是中国历史上第一部具有宪法意义的法律文件。

## 制定
清朝末年，国势渐衰弱，经过了義和團和八国联军，清政府在列強干涉下开始實施「庚子新政」，派遣大臣前往海外考察列強實施憲政內容。慈禧太后根據清宗室载泽、端方等五大臣的意見 开始进行改革，使其成为君主立宪政体的国家。
1906年下诏预备立宪，成立宪政编查馆。后来由庆亲王奕劻等奏进，慈禧太后亲自裁定，于1908年8月27日颁布《钦定宪法大纲》。

## 主要内容
宪法大纲的内容以1889年的《大日本帝國憲法》蓝本，删去了其中限制君权的有关条款。全文共23条，由正文“君上大权”和附录“臣民权利义务”两部分组成。
“君上大权”共14条，规定：“大清皇帝统治大清帝国，万世一系，永永尊戴”。“君上神圣尊严，不可侵犯”。本着这一精神，赋予了皇帝颁布法律、发交议案，召集或解散议院，设官制禄、黜陟百司，统率陸海军队、宣战议和、订立条约，派遣命名臣，宣布紧急戒严和以诏令限制臣民自由，以及司法审判等大权。与日本宪法所赋予天皇的权力相比，有过之而无不及。
“臣民权利义务”共9条。重点是纳税、当兵及遵守法律等义务。而权利和自由则非常简单，只规定：在法律范围内，所有言论、著作、出版、集会、结社等事，准其自由，臣民非依法规定，不受逮捕监禁处罚；以及进行诉讼，专受司法机关审判等事项。
世界各国的宪法通常由：宪法的名称、序言、正文、修改程序和实施日期等四方面组成。而《钦定宪法大纲》则具备了：名称、正文、附录、实施日期，其结构是比较完整的。

## 内容條文
1908年8月27日頒發，刊「政治官報」1908年8月27日第301號第9-11頁，原文未加標點，遇君國則抬頭。今均改之。

### 君上大權
- 大清皇帝統治大清帝國，萬世一系，永永尊戴。

- 君上神聖尊嚴，不可侵犯。

- 欽定頒行法律及發交議案之權。凡法律雖經議院議決，而未奉詔命批准頒佈者，不能見諸施行。

- 召集、開閉、停展及解散議院之權。解散之時，即令國民重行選舉新議員，其被解散之舊議員，即與齊民無異，倘有抗違，量其情節以相當之法律處治。

- 設官制祿及黜陟百司之權。用人之權，操之君上，而大臣輔弼之，議院不得干預。

- 統率陸海軍及編定軍制之權。君上調遣全國軍隊，制定常備兵額，得以全權執行。凡一切軍事，皆非議院所得干預。

- 宣戰、媾和、訂立條約及派遣使臣與認受使臣之權。國交之事，由君上親裁，不付議院議決。

- 宣告戒嚴之權。當緊急時，得以詔令限制臣民之自由。

- 爵賞及恩赦之權。恩出自君上，非臣下所得擅專。

- 總攬司法權。委任審判衙門，遵欽定法律行之，不以詔令隨時更改。司法之權，操諸君上，審判官本由君上委任，代行司法 。不以詔令隨時更改者，案件關係至重，故必以已經欽定法律為準，免涉紛歧。

- 發命令及使發命令之權。惟已定之法律，非交議院協贊奏經欽定時，不以命令更改廢止。法律為君上實行司法權之用，命令為上實行行政權之用，兩權分立，故不以命令改廢法律。

- 在議院閉會時，遇有緊急之事，得發代法律之詔令，並得以詔令籌措必需之財用。惟至次年會期，須交議院協議。

- 皇室經費，應由君上制定常額，自國庫提支，議院不得置議。

- 皇室大典，應由君上督率皇族及特派大臣議定，議院不得干預。

### 附臣民權利義務（其細目當于憲法起草時酌定）
- 臣民中有合於法律命令所定資格者，得為文武官吏及議員。

- 臣民於法律範圍以內，所有言論、著作、出版及集會、結社等事，均准其自由。

- 臣民非按照法律所定，不加以逮捕、監禁、處罰。

- 臣民可以請法官審判其呈訴之案件。

- 臣民應專受法律所定審判衙門之審判。

- 臣民之財產及居住，無故不加侵擾。

- 臣民按照法律所定，有納稅、當兵之義務。

- 臣民現完之賦稅，非經新定法律更改，悉仍照舊輸納。

- 臣民有遵守國家法律之義務。

## 影响及评价
《钦定宪法大纲》所确立的君主立宪政制在当时的历史条件下，不失民主政治的成分，对当时人们思想起到不少的冲击。但其未给人民带来民主权利，只是使君权宪法化，因而激起朝野的不满，立宪派也大失所望。梁启超认为：这个宪法大纲是“吐饰耳目，敷衍门面”。
它与旧有的传统法典不同，打破了中华法系的传统结构，使宪法作为根本大法独立于刑法、民法等普通法律之外，规定了国家与社会制度的基本原则。

## 延伸阅读
[在维基数据编辑]
 在维基文库阅读本作品原文